# 松戸バイパス
松戸バイパス（まつどバイパス）は、千葉県松戸市にある国道6号のバイパス道路である。

## 概要
開通当初はバイパス扱いであったが、現在では旧道が県道に降格されており、こちらのみが国道6号となっている。

## 交差する道路
- 上側が起点側、下側が終点側。左側が上り側、右側が下り側。
- 交差する道路の特記がないものは市道。

| 交差する道路                                      | 交差する道路                  | 交差する場所 | 東京から (km) |
| ------------------------------------------------- | ----------------------------- | ------------ | ------------- |
| 国道6号〈水戸街道〉（金町バイパス）東京・青戸方面 |                               |              |               |
| 県道1号市川松戸線〈松戸街道〉                     | 県道5号松戸野田線〈流山街道〉 | 松戸二中前   | 16.0          |
| 国道464号                                         | -                             | 松戸隧道     | 16.5          |
| 県道180号松戸原木線                               |                               | 陣ヶ前       | 16.7          |
| 県道281号松戸鎌ケ谷線                             | -                             | 七畝割       | 17.1          |
| -                                                 | 県道261号松戸柏線             | 上本郷       | 19.3          |
| 国道6号〈水戸街道〉柏方面                         |                               |              |               |

## 歴史
- 1961年 : 松戸バイパス開通

## 交通量
2005年度（平成17年度道路交通センサスより）
平日24時間交通量（台）
- 松戸市松戸 : 61,445